# Вінницька Ольга Наумівна
Ольга Наумівна Ві́нницька (нар. 24 квітня 1902, Єлизаветград — пом. 19 грудня 1984, Дрогобич) — українська радянська театральна актриса.

## Біографія
Народилася 11 квітня (24 квітня) 1902 року в місті Єлизаветграді (тепер Кропивницький, Україна). 1927 року закінчила Харківський музично-драматичний інститут.
Працювала в театрах Харкова: у 1927—1930 роках — Червонозаводському, у 1931—1940 роках — Революції; у 1940—1946 роках — в Чернігівському; у 1946—1956 роках — Львівському обласному (Дрогобич) українських музично-драматичних театрах. 
Померла у Дрогобичі 19 грудня 1984 року.

## Ролі
- Мелася («Оборона Буші» Михайла Старицького);
- Кабаниха («Гроза» Олександра Островського).